# Lawrence H. Smith
Lawrence Henry Smith (Racine, 15 de septiembre de 1892 - Washington D.C, 22 de enero de 1958) fue un político y abogado estadounidense. Se desempeñó como miembro de la Cámara de representante de Estados Unidos por Wisconsin.

## Biografía
Nacido en Racine, Wisconsin en 1892, asistió a las escuelas públicas y al Milwaukee State Teachers College. Se graduó en 1923 de la Facultad de Derecho de la Universidad de Marquette en Milwaukee. Fue admitido en el colegio de abogados el mismo año y comenzó a ejercer la abogacía en Racine, Wisconsin.
Durante la Primera Guerra Mundial se desempeñó como primer teniente de Infantería, Trigésima Segunda División de 1917 a 1919.
Smith fue elegido republicano para el 77.º Congreso para cubrir la vacante causada por la muerte de Stephen Bolles. Representó al 1.º distrito congresional de Wisconsin. Fue reelegido para el Setenta y ocho y para los siete Congresos sucesivos y sirvió desde el 29 de agosto de 1941 hasta su muerte en el Capitolio de los Estados Unidos en Washington D.C, el 22 de enero de 1958, cuando se derrumbó en el restaurante de la Cámara durante debido a un ataque cardiaco. Smith votó en contra de la Ley de Derechos Civiles de 1957. Fue enterrado en el West Lawn Memorial Park de Racine, Wisconsin.